# Kleppersfeld

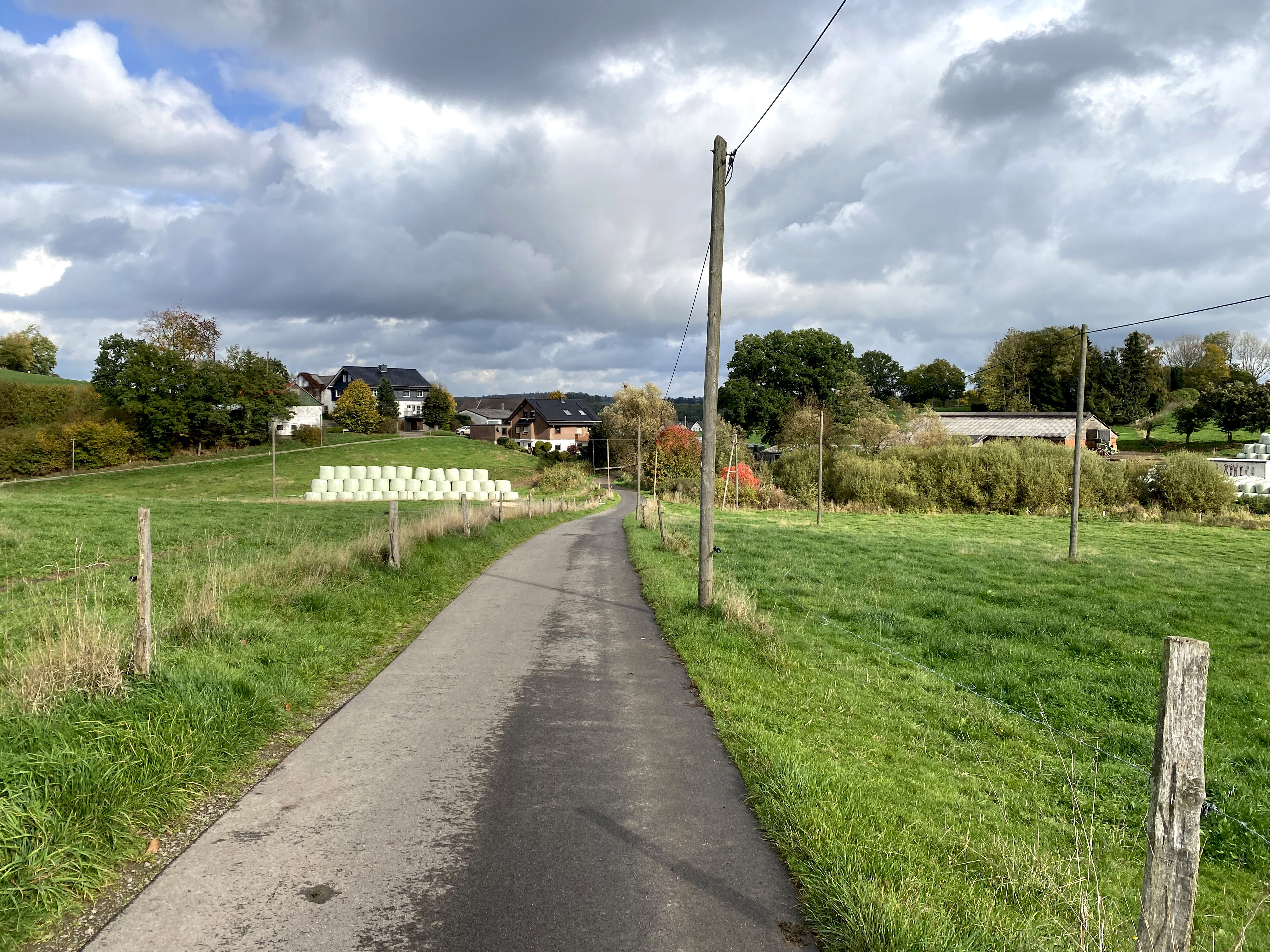
Kleppersfeld Südansicht

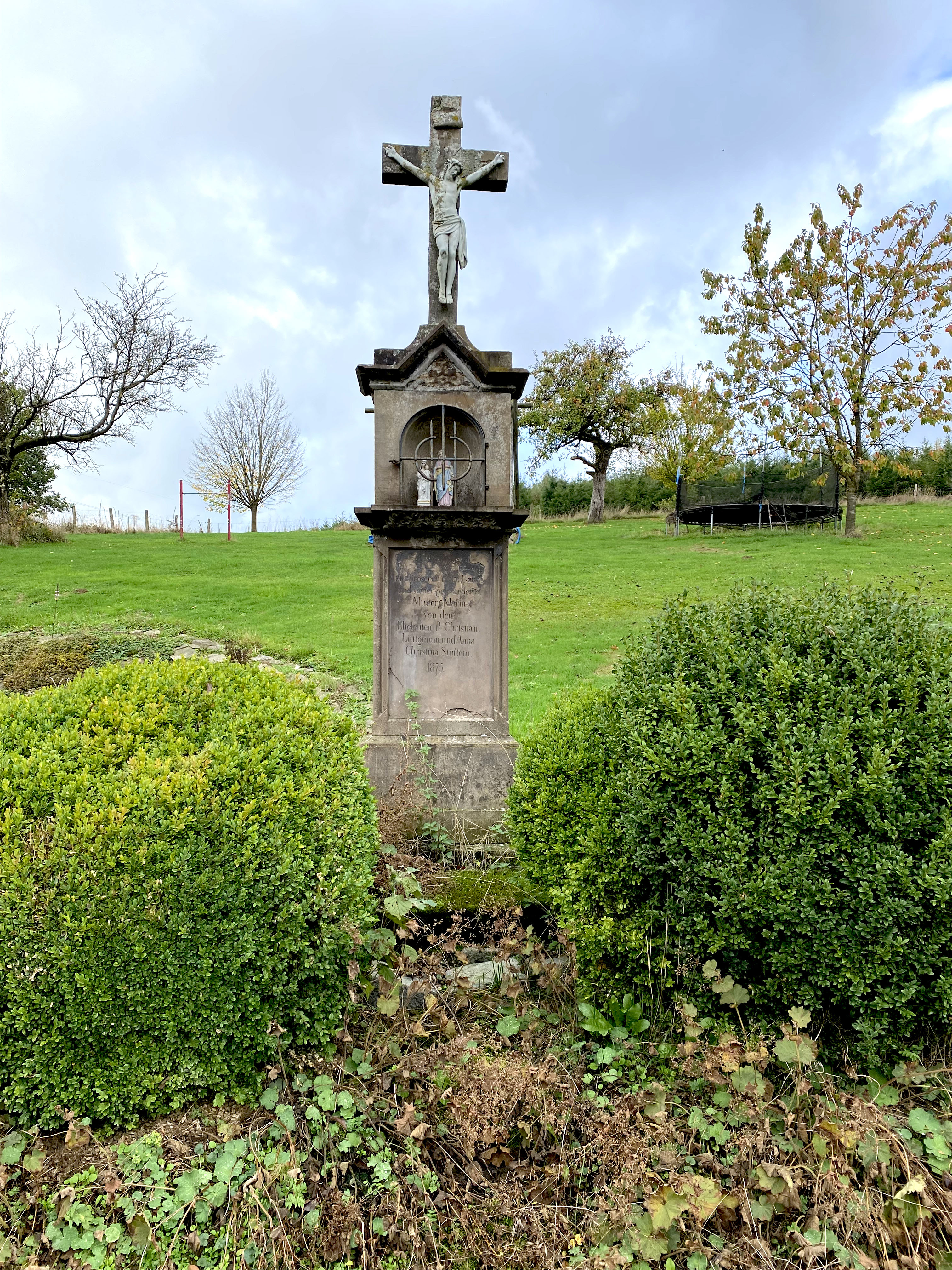
Baudenkmal Hofkreuz (1875)

Kleppersfeld ist eine Ortschaft in der Gemeinde Wipperfürth im Oberbergischen Kreis im Regierungsbezirk Köln in Nordrhein-Westfalen (Deutschland).

## Lage und Beschreibung
Der Ort liegt im Westen der Stadt Wipperfürth. Westlich der Ortschaft verläuft der in den Grünenbaumer Bach mündende Bochener Bach. Nachbarorte sind Schmalenfeld, Grünenbaum in Hämmern, Hilgersbrücke, Mosse, Wüstemünte und Bochen.
Politisch wird Kleppersfeld durch den Direktkandidaten des Wahlbezirks 17.1 (171) Hämmern im Rat der Stadt Wipperfürth vertreten.

## Geschichte
1484 wird der Ort erstmals unter der Bezeichnung „Kloprishof to Felde“ in Kirchenrechnungen genannt. Die Topographische Aufnahme der Rheinlande von 1825 zeigt auf umgrenztem Hofraum unter dem Namen „Feil“ sechs getrennt voneinander liegende Grundrisse. In der Preußischen Uraufnahme von 1840 lautet die Ortsbezeichnung „Kleppelsfeld“. Ab der amtlichen topografischen Karte (Preußische Neuaufnahme) von 1894 bis 1896 wird die Ortsbezeichnung Kleppersfeld verwendet.
Aus den Jahren 1875 und 2002 stammen die zwei Wegekreuze des Ortes. Das auf dem Hof Kleppersfeld 4 stehende Kreuz aus dem Jahr 1875 ist aus Sandstein gefertigt und steht unter Denkmalschutz. Das jüngere Wegekreuz wurde aus Holz gefertigt.

## Busverbindungen
Über die Haltestelle Hämmern der Linie 336 (VRS/OVAG) ist Kleppersfeld an den öffentlichen Personennahverkehr angebunden.